# Złatiszki Prochod
Złatiszki prochod (bułg. Златѝшки проход) – przejście w górach Stara Płanina, łączące miasta Złatica i Etropole.
Jego najwyższym punktem jest przełęcz Kaszana (bg. Каша̀на), często nazwą tą określane jest całe przejście.  Na jego początku, od strony południowej, znajduje się wieś Cyrkwiszte. Przez przejście przechodzi droga II klasy nr 37, łącząca bezpośrednio linię podbałkańską z magistralą A2, jednak ze względu na brak możliwości utrzymywania jej przez państwo, przejście jest zamknięte przez cały rok.